# Александра (графиня Фредериксборгская)
Её сиятельство Александра (англ. Alexandra Christina Manley; 30 июня 1964 Гонконг) — графиня Фредериксборгская. Первая супруга Иоахима, принца Датского, мать принца Николая и принца Феликса.

## Биография
Родилась 30 июня 1964 года в Гонконге в семье Ричарда Мэнли (англ. Richard Nigel Manley; 1924, Шанхай — 2010, Вена) и его супруги Кристы (нем. Christa Maria Nowotny; 1934—2023).

## Принцесса Датская
18 ноября 1995 года вышла замуж за датского принца Иоахима, в браке с которым родились Николай и Феликс, являющиеся в настоящее время членами Датского королевского дома и потенциальными наследниками престола.

### Развод
16 сентября 2004 года принц Иоахим и принцесса Александра объявили о начале процедуры расторжения брака (в Датском королевском доме это был первый с 1846 года развод). 8 апреля 2005 года брак был официально расторгнут.

## Вторичное замужество
Летом 2005 года графиня Александра начала появляться в компании молодого датского фотографа Мартина Йоргенсена (дат. Martin Jørgensen; род. 2 марта 1978, Вальбю), сына известного датского кинопромышленника Якоба Йоргенсена (дат. Jacob Jørgensen), владеющего киностудией «JJ Film».
3 марта 2007 года принцесса Александра вступила в брак с Мартином Йоргенсеном, в связи с чем лишилась титула принцессы Датской и получила титул графини Фредериксборгской, что официально исключило её из членов Датского королевского дома. Впоследствии распался и второй брак Александры.
Состоит в совете директоров датской фармацевтической компании.

## Награды
- Дания: Орден Слона
- Дания: Памятная медаль Серебряного юбилея королевы Маргрете II
- Финляндия: Большой крест ордена Белой розы
- Румыния: Большой крест ордена Звезды Румынии
- Люксембург: Большой крест ордена Адольфа Нассау